# 270.
270. je osmo desetletje v 3. stoletju med letoma 270 in 279. 